# مدلین لاینینگر
مَدلین لاینینگر (انگلیسی: Madeleine Leininger؛ ۱۳ ژوئیهٔ ۱۹۲۵ – ۱۰ اوت ۲۰۱۲) یک پرستار، نظریه‌پرداز پرستاری و پایه‌گذار «پرستاری فرا فرهنگی» بود که نخستین بار در سال ۱۹۶۱ میلادی منتشر شد. یکی دیگر از مشارکت‌های مهم او در نظریه‌پردازی پرستاری، حول‌وحوش این موضوعِ مهم بود که مفهوم واقعی «مراقبت» (care) چیست.
مدلین لاینینگر ابتدا دیپلم پرستاری را از «مدرسهٔ پرستاری بیمارستان سنت‌آنتونی» دریافت کرد. سپس از دانشگاه کریتون لیسانس پرستاری گرفت و دورهٔ فوق لیسانس پرستاری را در دانشگاه کاتولیک آمریکا گذراند. سرانجام به انسان‌شناسیِ فرهنگ و جامعه روی آورد و در این رشته در سال ۱۹۶۶ میلادی از دانشگاه واشنگتن پی‌اچ‌دی گرفت. وی دست‌کم سه مدرک افتخاری دکترای دیگر نیز داشت.
مدلین مدتی استاد دانشگاه سینسینتی و دانشگاه کلرادو و همچنین رئیس دانشکدهٔ پرستاری دانشگاه واشنگتن و دانشگاه یوتا بود. وی استاد بازنشستهٔ دانشگاه ایالتی وین و مرکز پزشکی دانشگاه نبراسکا هم بود.